# Dunkle Halunken
Dunkle Halunken (Originaltitel: Dodger) ist ein Roman des britischen Schriftstellers Terry Pratchett. Die englischsprachige Erstausgabe erschien im September 2012 bei Doubleday in der Random-House-Verlagsgruppe. Eine deutsche Übersetzung von Andreas Brandhorst folgte im darauffolgenden Jahr bei ivi, ebenso das von Stefan Kaminski gesprochene Hörbuch bei Hörbuch Hamburg. Im Januar 2015 erschien die deutsche Übersetzung als Taschenbuch im Piper Verlag.

## Handlung
Der Roman erzählt von den Erlebnissen eines Gassenjungen, der davon lebt, dass er in den Abwasserkanälen des viktorianischen Londons nach Fundstücken sucht. Als er eines Abends einer jungen Frau, die von mehreren Männern misshandelt wird, das Leben rettet, ergeben sich ungeahnte Abenteuer aber auch ungeahnte Gefahren für ihn. Im Verlauf der Geschichte lernt er viele einflussreiche Menschen kennen, wodurch sich sein Leben vollkommen verändert. Er erhält Zugang zu den höchsten Kreisen von Politik und Wirtschaft. Auf der Suche nach den Tätern und ihren Hintermännern avanciert er durch mehrere eigentlich zufällige Ereignisse zum Helden und entdeckt für ihn neue Welten. Diplomatie, internationale Verstrickungen und Geheimdiensttätigkeiten. Dabei gibt er dem Leser einen Einblick in die soziale Situation seiner Zeit.

## Hauptfiguren
In einer Mischung aus Abenteuerroman und historischem Roman, lässt Pratchett einige Personen mitwirken, die das historische Gesamtbild der Zeit mitgeprägt haben.

### Charlie Dickens
Charles Dickens Verleger, Journalist.

### Henry Mayhew
Henry Mayhew Sozialforscher, Journalist und Schriftsteller.
Bietet in seinem Hause Schutz und Unterkunft.

### Sweeney Todd
Sweeney Todd, legendärer Friseur, Kriegsopfer und mehrfacher Mörder.

### Benjamin Disraeli
Benjamin Disraeli, Politiker. Im echten Leben später Premierminister und Schriftsteller.

### Robert Peel
Robert Peel Polizeichef von London, Politiker, Gründer der Konservativen Partei. Gründete die erste uniformierte Polizeitruppe in London.

### Angela Burdett-Coutts
Angela Burdett-Coutts, 1. Baroness Burdett-Coutts, Erbin eines für die damalige Zeit gigantischen Vermögens. Philanthropin.

### Solomon Cohen
älterer jüdischer Uhrmacher, der Dodger bei sich wohnen lässt und erstaunliche Fähigkeiten und Verbindungen hat.

### Simplicity
das Mädchen, das Opfer.
Eigentlich die (nicht standesgemäße) Ehefrau eines deutschen Prinzen.

## Nachfolgendes Buch
In Jack Dodgers London Guide führt die Hauptfigur des Romans durch das zeitgenössische London.